# Handpedal
Das Handpedal (auch Fingerpedal) ist eine Technik beim Klavierspiel, bei der Tasten mit dem Handballen stumm zum Zwecke der Resonanz gedrückt werden, und als Fingerpedal auch beim Gitarrespiel. Der Begriff kommt daher, dass zur Beeinflussung des Klanges normalerweise das Pedal verwendet wird.
Mit dem Begriff Handpedal kann jedoch auch etwas anderes gemeint sein. Beispielsweise gibt es Fahrräder, die man unter Einsatz der Hände, mit dem entsprechenden Handpedal, antreibt.